# 23S 核糖体RNA
23S rRNA是一个长为2904nt（在大腸桿菌中）的细菌核糖体大亚基（50S亚基）组分。核糖体的肽基转移酶活性中心就位于此rRNA的第五结构域（domain V），而此结构域也是许多抑制转录的抗生素的常见作用位点。这一类抗生素包括著名的氯霉素，通过抑制肽键形成来发挥作用。利奈唑胺和奎奴普汀/达福普汀也能结合于23S rRNA。

## 另见

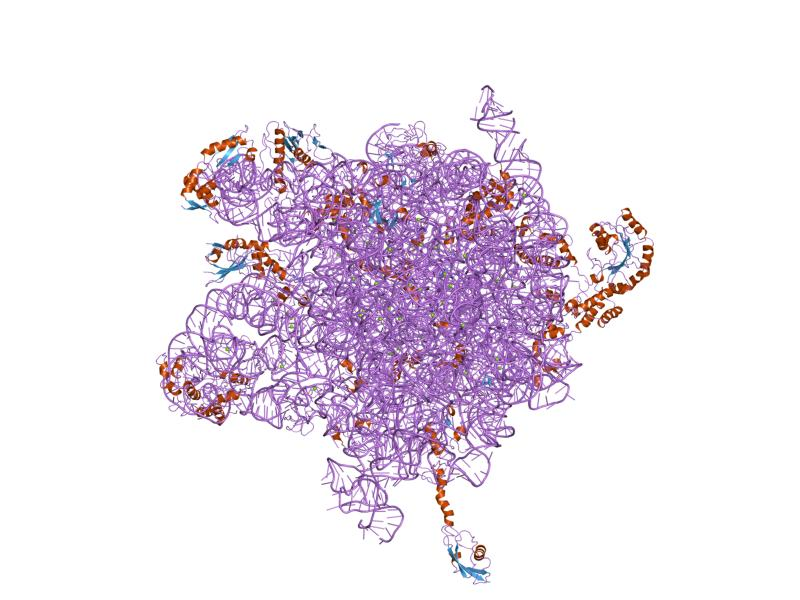
核糖体的一个3D展示